# Loan His
Loan Valerie His (Nantes, 10 de abril de 1999) es una deportista francesa que compite en gimnasia artística. Ganó una medalla de bronce en el Campeonato Europeo de Gimnasia Artística de 2016, en la prueba por equipos.

## Palmarés internacional
| Campeonato Europeo | Campeonato Europeo | Campeonato Europeo | Campeonato Europeo   |
| Año                | Lugar              | Medalla            | Prueba               |
| ------------------ | ------------------ | ------------------ | -------------------- |
| 2016               | Berna (Suiza)      | Medalla de bronce  | Concurso por equipos |